# Ян Цзіньтон
Ян Цзіньтон (18 грудня 1998) — китайський плавець.
Призер Азійських ігор 2018 року.